# Les Deux Papas et la Maman
Pour plus de détails, voir Fiche technique et Distribution.
Les Deux Papas et la Maman est un film français réalisé par Jean-Marc Longval et Smaïn, sorti en 1996.

## Synopsis
Delphine et Jérôme veulent avoir un enfant mais ce dernier apprend qu'il est stérile. Ensemble, ils vont demander à Salim — le meilleur ami de Jérôme — de faire un don de sperme pour permettre une insémination artificielle à la future maman.

## Fiche technique
- Titre : Les Deux Papas et la Maman
- Titre anglais : Two Dads and One Mom
- Réalisation : Jean-Marc Longval et Smaïn
- Scénario : Olivier Dazat, Smaïn et Michel Delgado
- Production : Alain Sarde
- Musique : Denis Lefdup
- Photographie : Carlo Varini
- Montage : Georges Klotz
- Décors : Tony Egry
- Costumes : Maguelonne Couzinie
- Pays d'origine :  France
- Format : couleurs - 1,66:1 - Dolby - 35 mm
- Distributeur : AMLF
- Genre : comédie
- Durée : 85 minutes
- Budget : 5,34 millions d'euros
- Date de sortie : 24 avril 1996 (France)
- Date de sortie DVD : 22 mars 2004
- Box-office français : 1 080 519 entrées
- Place dans le Box-office français en 1996 : 31e

## Distribution
- Smaïn : Salim
- Arielle Dombasle : Delphine
- Antoine de Caunes :  Jérôme
- Julie Gayet : Sophie
- Abder El Kebir : Le père de Salim
- Philippe Morier-Genoud : Professeur Kubler
- Jean-Michel Noirey : Docteur Allouche
- Mouss Diouf : Le maître nageur
- Catherine Sola : La mère de Jérôme
- Bernard Larmande : Le père de Jérôme
- Cécile Auclert : Marjorie
- Jean-François Gallotte : Jean-Claude
- Marina Tomé : La dame du restaurant
- Christiane Minazzoli : La mère de Delphine
- Jean-François Dérec : Un électricien
- Éric Thomas : Un électricien
- Virginie Lemoine : La maman « bébé Nobel »
- Jacques Marchand : M. Coquet
- Mallaury Nataf : Clarisse
- Gustave Parking : Le cadre harcelé
- Jean-Louis Airola :
- Pierre Aucaigne :
- Philippe Beglia :
- Nabila Belhachmi :
- Annie Bertin :
- Geneviève Brunet :
- Edith Brunner :
- Michel Cammeo :
- Mara Casari :
- Francis Coffinet :
- Quentin Darras :
- Jamel Debbouze : Jamel
- Stéphanie Draber :
- Stefan Elbaum :
- Paulette Frantz :
- Katja Grammel :
- Isabelle Heurtaux :
- Nathalie Krebs :
- Jean-Claude Lagniez :
- Marie-Claude Lang :
- Hugues Leforestier :
- Véronique Levy :
- Anne Macina :
- Nathalie Mann :
- Charlotte Moya :
- Saskia Mulder :
- Sandra Nkake :
- Paul Pavel :
- Jean-Pierre Rochette :
- Frédéric Studeny :
- Richard Bohringer : L'homme à la clinique
- Stéphanie Bataille :

## Autour du film
- À noter la toute première apparition de Jamel Debbouze au cinéma auquel il s'est révélé auprès du public.

Le film a été tourné :
- A Paris (5e, 9e, 13e)
- Dans les Yvelines à Saint-Germain-en-Laye
- Dans le Val-de-Marne à l'hôpital Henri-Mondor à Créteil